# 甘谷県
甘谷県（かんこく-けん）は中華人民共和国甘粛省天水市に位置する県。県人民政府の所在地は大像山鎮。

## 歴史
秦代に冀県が設置され、唐代に伏羌県と改称された。金代になると甘谷城の所在地であったことより甘谷県が設置された。元代に一旦廃県となったが、1928年に再び設置され現在に至る。

## 行政区画
13鎮、2郷を管轄する：
- 鎮：大像山鎮、新興鎮、磐安鎮、六峰鎮、安遠鎮、金山鎮、大石鎮、礼辛鎮、武家河鎮、大荘鎮、古坡鎮、八里湾鎮、西坪鎮
- 郷：謝家湾郷、白家湾郷

## 交通

### 鉄道
- 中国国家鉄路集団
  - 隴海線
    - 甘谷駅

### 道路
- 高速道路
  -  連霍高速道路
- 国道
  - G310国道（中国語版）